# Metandrocarpa miniscula
Metandrocarpa miniscula är en sjöpungsart som beskrevs av Kott 1985. Metandrocarpa miniscula ingår i släktet Metandrocarpa och familjen Styelidae. Inga underarter finns listade i Catalogue of Life.